# CFB Cold Lake
A Base das Forças Canadenses de Cold Lake está localizada na cidade de Cold Lake, Alberta.